# Cantone di Créon
Il Cantone di Créon è una divisione amministrativa dell'arrondissement di Bordeaux.
A seguito della riforma approvata con decreto del 20 febbraio 2014, che ha avuto attuazione dopo le elezioni dipartimentali del 2015, è passato da 28 a 23 comuni.

## Composizione
I 28 comuni facenti parte prima della riforma del 2014 erano:
- Baurech
- Blésignac
- Bonnetan
- Camarsac
- Cambes
- Camblanes-et-Meynac
- Carignan-de-Bordeaux
- Cénac
- Créon
- Croignon
- Cursan
- Fargues-Saint-Hilaire
- Haux
- Latresne
- Lignan-de-Bordeaux
- Loupes
- Madirac
- Pompignac
- Le Pout
- Quinsac
- Sadirac
- Saint-Caprais-de-Bordeaux
- Saint-Genès-de-Lombaud
- Saint-Léon
- Sallebœuf
- La Sauve
- Tabanac
- Le Tourne

Dal 2015 i comuni appartenenti al cantone sono i seguenti 23:
- Baurech
- Bonnetan
- Camarsac
- Cambes
- Camblanes-et-Meynac
- Carignan-de-Bordeaux
- Cénac
- Créon
- Croignon
- Cursan
- Fargues-Saint-Hilaire
- Latresne
- Lignan-de-Bordeaux
- Loupes
- Madirac
- Pompignac
- Le Pout
- Quinsac
- Sadirac
- Saint-Caprais-de-Bordeaux
- Saint-Genès-de-Lombaud
- Sallebœuf
- Tresses